# Коваленко Денис Геннадійович
Дени́с Генна́дійович Ковале́нко — старший солдат Збройних Сил України, учасник російсько-української війни, що загинув у ході російського вторгнення в Україну в 2022 році.

## Життєпис
Денис Коваленко народився 2 січня 1994 року в місті Дніпродзержинську (з 2016 року — Кам'янське) Дніпропетровської області. Працював у ЦРМВ металургійного комбінату. Брав участь в АТО/ООС на сході України. З початку російського вторгнення в Україну у березні 2022 року мобілізований та перебував на передовій. Загинув 22 квітня 2022 року. Чин прощання із загиблим відбувся 2 травня 2022 року в рідному місті, панахида у Козацькій церкві Пресвятої Покрови ПЦУ разом із земляком Артемом Тесленком. Поховали воїна Дениса Коваленка на Алеї Слави військового цвинтаря на Соцмістечку міста Кам'янське.

## Родина
У загиблого залишилися мати та брат.

## Нагороди
- Орден «За мужність» III ступеня (2022, посмертно) — за особисту мужність і самовіддані дії, виявлені у захисті державного суверенітету та територіальної цілісності України, вірність військовій присязі[3].